# Nils Höglund
Nils Valdemar Höglund, född 29 december 1888 i Hedvig Eleonora församling, Stockholm, död 30 januari 1967 i Sankt Matteus församling, Stockholm, var en svensk dirigent.

## Biografi
Nils Höglund föddes1888 i Hedvig Eleonora församling, Stockholm. Han var 1906–1921 sekreterare i Järva idrottssällskap och avlade 1913 musikdirektösexamen. Höglund var 1918–1922 lärare vid Matteus folkskola, Stockholm och var 1922–1930 musikdirektör vid Första regementet 20. Han blev 1930 musikdirektör vid Första regementet 3 och var 1930–1939 dirigent för Örbro orkesterföreningen.
Höglund tilldelades utmärkelser såsom riddare av Vasaorden, Örebro orkesterförenings förtjänsttecken i guld, Svenska orkesterföreningens riksförbunds förtjänstmedalj och Örebro läns skyddsförbunds förtjänstmedalj i silver.
Höglund invaldes 1938 som associé i Kungliga Musikaliska Akademien. Han avled 1967 i Sankt Matteus församling, Stockholm.